# Каганський Йосип Маркович
Каганський Йосип Маркович (28 березня 1920, Одеса — 22 жовтня 2003, штат Нью-Джерсі, США) — український хімік-технолог. Доктор технічних наук (1973), професор. Відмінник хімічної промисловості.

## Біографія
Йосип Маркович Каганський народився 28 березня 1920 року в Одесі у родині службовців. Після закінчення у 1936 році середньої школи поступив на хіміко-технологічний факультет Одеського індустріального інституту, після випуску з якого у 1941 році отримав кваліфікацію інженера-хіміка-технолога неорганічних виробництв. Із початком Німецько-радянської війни був евакуйований в тил, до м. Чирчик в Узбекистані, де до кінця війни працював на електрохімічному комбінаті. У 1945 році повернувся до Одеси, де 1947 року вступив на аспірантуру Одеського політехнічного інституту (кафедра «Процеси та апарати хімічних виробництв»), паралельно працюючи асистентом кафедри технології неорганічних речовин.
У 1950 році захистив кандидатську дисертацію на тему «Дифузійний опір рідких плівок при барботажній абсорбції», присвячену процесу поглинання газів рідкими середовищами. Захист проходив у Єреванському політехнічному інституті, в якому Й. Каганський, залишився викладати, спершу як старший викладач, пізніше отримав звання доцента. Викладав на кафедрах технології силікатів і технології неорганічних та електрохімічних виробництв. Організував навчання інженерних кадрів із спеціальності «Технологія неорганічних речовин». У 1956 році перейшов до Сєвєродонецької філії Науково-дослідного і проектного інституту азотної промисловості, де організував наукову роботу, очолюючи неорганічну лабораторію. У 1959—1960 роках обіймав у цьому інституті посаду заступника директора з наукової роботи.
У 1965 році повернувся до Одеси і продовжив працювати у рідному Одеському політехнічному інституті, на кафедрі технології та автоматизації хімічних виробництв, спочатку доцентом, пізніше, після захисту докторської дисертації, отримав звання професора, у 1982—1993 роках очолював кафедру технології неорганічних речовин. Читав курси лекцій «Технологія зв'язаного азоту», спецкурси «Технологія неорганічних речовин» і «Загальна хімічна технологія».
Докторську дисертацію на тему «Дослідження фізико-хімічних основ і технології напіврідких і комплексних твердих добрив із застосуванням карбаміду і напівпродуктів його синтезу» захищав 1973 року, в Ташкенті, в Академії наук Узбецької РСР.
У 1994 році емігрував до США. Оселився у штаті Нью-Джерсі, де і помер 22 жовтня 2003 року.

## Наукова діяльність
Йосип Маркович Каганський був видатним фахівцем у галузі хімічної технології неорганічних речовин. Основним напрямом його діяльності було дослідження технологій виробництва мінеральних добрив для сільського господарства. Також Й. М. Каганський був одним із розробників дешевих і екологічно чистих препаратів-консервантів на основі вуглекислих солей амонію, ці препарати застосовуються при зберіганні цукрового буряка, соковитих кормів, фуражного зерна. Ще одним напрямом діяльності вченого були дослідження в галузі технології виробництва концентрованої азотної кислоти. Результатами цих досліджень стала низка розробок, впроваджених у промисловість.
Й. М. Каганський є автором понад 300 наукових праць і 43 авторських свідоцтв. Під його керівництвом захищено 16 кандидатських дисертацій та одна докторська.

### Деякі наукові праці
- Каганский И.М. Интенсификация процесса получения азотной кислоты. — К. : Техника, 1964. — 57 с.
- Каганский И.М., Гернет Д. Дозировка малых количеств газа в потоке // Азотная промышленность. — 1965. — № 2. — С. 89-92.
- Каганский И.М., Караваев М.М., Скворцов Г.А. К вопросу получения азотной кислоты повышенной концентрации // Журнал прикладной химии : журнал. — 1965. — Т. 38, № 9. — С. 1530-1531.
- Каганский И.М., Харламова В.М., Федосеева З.К., Маркова А.С. Растворимость в системе мочевина - азотная кислота - вода // Журнал прикладной химии : журнал. — 1966. — Т. 39, № 8. — С. 1320-1326.
- Каганский И.М., Бабенко А.М., Вахрушев Ю.А. Изучение взаимной растворимости в системе мочевина - нитрат калия - вода // Журнал прикладной химии : журнал. — 1970. — Т. 43, № 4. — С. 627-631.
- Каганский И.М., Дябло В., Кричевская Е., Михайлова Н. Определение предельной концентрации солей при выпаривании морской воды // Изв. вузов. Химия и химическая технология. — 1977. — Вип. 6. — С. 842-844.
- Каганский И.М., Эрайзер Л.Н., Кочетков В.Н., Манзон Н.Б. Исследование взаимной растворимости карбамида, нитрата и полифосфатов аммония // Химическая промышленность. — 1980. — № 10. — С. 76-8.
- Каганский И.М., Чумак В.Т., Малахов Н.Н. Исследование процесса нейтрализации смесей фосфорной и серной кислот аммиаком в производстве жидких удобрений // Журнал прикладной химии. — 1982. — Т. 54, № 12. — С. 2102-2106.
- Каганский И.М., Риле Р.П., Самохвалов Е.П. Кинетика дегидратации и поликонденсации полифосфатов аммония // Журнал прикладной химии. — 1983. — Т. 55, № 4. — С. 679-681.
- Каганский И.М., Варламов М.Л., Манакин Г.А., Томчик Т.Ф. Сернокислотное разложение аппатита с добавлением азотной кислоты // Химическая промышленность. — 1983. — № 1. — С. 203-205.
- Каганский И.М., Эрайзер Л.Н., Ефимцев Т.С., Удовенко А.Г., Гринченко Б.С. Анализ технологии процесса производства углеаммонийных солей по циклической схеме // Развитие производства аммонийкарбонатных соединений в сельском хозяйстве. — К., 1986. — С. 64-67.
- Каганский И.М., Эрайзер Л.Н., Завертяева Т.И. Растворимость в системе CaO-P2O5-H2O при высоких температурах в области образования конденсированных фосфатов // неорганические материалы. — 1986. — № 8. — С. 1359-1361.
- Каганский И.М., Эрайзер Л.Н., Манакин Г.А., Медведева Е.С. и др. Суспензионные азотно-фосфорные удобрения // Химия в сельском хозяйстве. — 1987. — № 4. — С. 17-22.
- Каганский И.М., Попова И.М., Кармышов В.Ф., Жабокрицкая А.Г., Барбарий Л.П. Взаимная растворимость в системах, образующихся при азотно-кислотной переработке ортофосфатов с повышенным содержанием магния // Журнал прикладной химии. — 1988. — Т. 60, № 11. — С. 1701-1704.
- Каганский И.М., Наджарян К.А., Эрайзер Л.Н., Скульская Э.И. О взаимодействии формиата кадмия с карбамидом в водной среде // Журнал неорганической химии. — 1989. — Т. 34, № 8. — С. 17-24.

## Публікації про Й.М.Каганського
- Эрайзер Л.Н. Профессор Иосиф Маркович Каганский // Видные ученые Одессы: К 200–летию г. Одессы / Одес. ун-т; Одес. филиал Укр. ком. по истории и философии, естествознанию и технике при АН Украины; ЮНЦ АН Украины. — О., 1994. — Вип. 4/5. — С. 150-152.
- Алексеева Л.А., Каганский И.М., Костюк А.П. Про Й.М.Каганського // Очерки развития науки в Одессе. — О., 1995. — Химическая технология. — С. 139-140.
- Денисов Ю. С., Бондарь В. И. Каганский Иосиф Маркович - доктор технических наук, профессор // История Одесского политехнического в очерках. — 2-е. — О. : Астропринт, 2003. — Химическая технология. — С. 268-269.